# ドナルド・ウィニコット

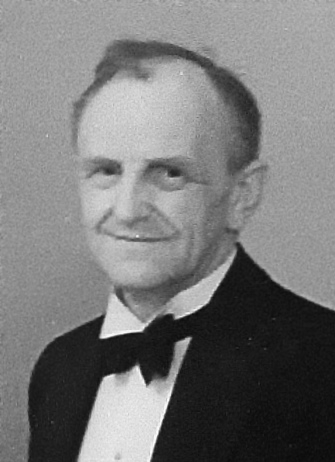
ドナルド・ウィニコット

ドナルド・ウッズ・ウィニコット（英: Donald Woods Winnicott、1896年4月7日 - 1971年1月28日）は、イギリスの小児科医・精神科医・精神分析家。特に対象関係論の領域で広く知られる。ウィニコットは英国精神分析協会における独立学派を牽引するメンバーであり、英国精神分析協会会長を1956年-1959年および1965年-1968年の二度にわたり務めた。ウィニコットは本当の自己と偽りの自己、移行対象、独りでいられる能力などのアイディアで最も知られている。ウィニコットは『遊ぶことと現実』を含むいくつかの著書と200を超える論文を執筆した。

## 人物
イングランドのデヴォン州プリマスの中流階級のメソジストの信仰を持つ家庭に生まれる。両親は、サー・フレデリック（商人）とエリザベス・マーサ・（ウッド）・ウィニコット。1923年アリス・テーラーと結婚したが、1951年に離婚。1951年に精神科ソーシャルワーカーで精神分析家のエルシー・クララ・ニモ（愛称"クララ"）・ブリテンと再婚した。
子供時代をプリマスで過ごしたウィニコットは、著名で影響力の大きな精神分析家としては、波風立たない子供時代を過ごした数少ない人物の1人である。医師になることを決心した後、彼はケンブリッジ大学で学ぶ傍ら、ジーザスカレッジのリーズスクールで医学を学び始める。第二次世界大戦の間は、イギリスの駆逐艦に見習い軍医として勤務、これが彼にとっては学業の中休みとなった。彼は医学部の課程を1920年に終え、1923年、アリス・テーラーと最初の結婚をした同じ年、ロンドンのパディントン子供病院に内科医としてのポストを得て、ここで彼は40年間小児科医、そして小児精神科医として勤務する。
1930年代からイギリスの精神分析家の間で活発な論争が行われ（アンナ―クライン論争）、この論争の中から３つのグループが形成された。アンナ・フロイトを中心とした大陸学派、メラニー・クラインを中心とした英国独立学派、そしてクラインから強い影響を受けるも死の本能概念の批判などを通じて距離をおいた、対象関係論を理論的基礎とする対象関係学派である。ウィニコットはクラインから訓練を受けたが、ロナルド・フェアバーン、マイケル・バリントらとともに対象関係学派の中心メンバーになった。
彼の経歴の中には、クラインやアンナ・フロイトに留まらず、ジェームズ・ストレイチー、R・D・レインのようなブルームズベリー・グループのメンバーやパキスタンからの亡命者で非常に論議を喚び起こした精神分析家マサド・カーンのような数多くの著名な人物が含まれている。彼は1971年、一連の心臓発作の末に亡くなり、ロンドンで葬られた。

## 理論
ウィニコットは、精神的に障害を持った子供やその母親を診る中で得た経験を元に、その後非常に大きな影響を与えた概念のいくつかを考え出してきた。たとえば、精神療法にとって決定的なものとなった「支持的な環境」（holding environment）、「移行対象」（transitional object）、それから母親ならほとんど誰でも知っているのではないかと思われるほどになった「安心感を与える毛布」（security blanket）などがそれである。彼は対象関係理論にも大きな影響を及ぼし、特に1951年の論文「移行対象と移行現象」では、子供がストレスの掛かった中で不安を免れるために拠り所とする馴染みの大切にしている対象に焦点を当てて議論している。

### ほどよい母親
ほどよい母親（good enough mother）とは、適度の心身の世話によって、快適な環境と、対象としての恒常性を与える母親およびその機能を指す。これは普通の良い母親のことであり、ほどよい母親になれない例として、強迫的に自己に没頭して幼児に関心を向けられない母親、また幼児に過度に没頭しすぎて同一化し、そのあと急に撤退する母親などが挙げられる。絶対依存の段階で母親が乳児の欲求を満たすことで、乳児は万能感をもつ。そこから母親が幼児へ少しずつ不適応を重ねていくことは、幼児に環境を提示することとなり、そうして幼児は万能感を脱却し、現実を認識できるようになっていく。明らかに完璧とはいえないお母さんの子が、まずまず正常に育っていくことができるのは、そこには十分な「ほどほどによい子育て」があるからである。

### 移行対象
移行対象（transitional object）とは、過渡対象とも呼ばれる、乳幼児が特別の愛着を寄せるようになる毛布、タオル、ぬいぐるみ等を指す。その主たる機能は、母親との分離などのストレスフルな状況で、母親やその乳房の象徴的代理として、子に安心を与え、情緒を静穏化するところにある。乳幼児は、移行対象を触ったり口にくわえたりすることによって安心感を得るが、ウィニコットによれば、こうした対象は、乳幼児が「自分は万能ではない」という現実を受け入れていく過程を橋渡しし、母子未分化な状態から分化した状態への移行を促すものである。この意味で、移行対象は幼児の精神発達上重要な働きをしている。一般的に絶対的依存期から相対的依存期の過渡期である移行期（6ヶ月～1歳頃）にかけて発現することが多い。

### 独りでいられる能力
独りでいる（いられる）能力（the capacity to be alone）とは、情緒的成熟と密接に関連した、安心して孤独を楽しんでいられる力のことである。ウィニコットによって分析されるまでは、独りでいることに対する恐怖や、独りになりたい願望については論じられていても、ひきこもり状態とは異なる、独りでいられることの陽性の側面についてはほとんど言及されてこなかった。独りでいられる能力とは、母親と父親との三者関係、幼児と母親との二者関係よりもっと早い時期である一者関係にまでさかのぼる。多くの子どもは、子ども時代を脱するより前に孤独を楽しめるようになり、さらには孤独をかけがえのない財産として大切にすることさえある。
独りでいられる能力は洗練された現象である。いろいろな体験が独りでいられる能力の確立に寄与するが、その最も基本的なものは、「幼児または小さな子どものとき、母親と一緒にいて独りであった」という体験である。つまり独りでいる能力は逆説であり、誰か他の人が一緒にいるときにもった、「独りでいる（to be alone）」という体験である。他者と一緒にいて独りであるということは、未熟な自我が、母親に自我を支えてもらうことによって自然な均衡を得る人生早期の現象である。こうして時を経るとともに、自我支持的な母親を取り入れ、母親が四六時中横にいなくても、独りでいられる能力が育ってくるのである。
母親を自己に内在化することで、やがて幼児はしばらくは独りでいることができるようになるし、そしてまた、安心して独りでいることを楽しむことができるようにもなっていく。幼児はこの独りでいる能力をもった状態になってはじめて、外界からの侵害に反応することなく、やけに活動的な人間にならずともいられるようになる。すなわち、成人の言葉で言えば、くつろいでいられるのである。こうした体験を重ねることで得られるのは、それがない場合に突出してくるであろう空虚さではなく、実在感を伴った豊かな体験であり、自分本来の衝動や感情である。やがて幼児は実際に母親が付き添うことを諦めることができるようにもなる。それは内的環境の確立が達成されたからである。独りでいられる能力は情緒的成熟とほとんど同意語である。
独りでいられる能力は自己の内的世界に良い対象がいるかどうかによって決まる。内的な対象と良い関係が確立され、それが壊されないでいると、個人は現在と未来に自信をもつことができるようになる。内的な対象との関係ができあがると、内的関係に対する自信が生じてくるとともに、それ自身満足な生活ができるようになる。そうすることで、外界からの刺激や対象がなくても、安心して休息していられるようになる。成熟や独りでいる能力を持てるということは、個人が適切な母親の世話を通じて良い環境を信用する機会をもったということである。この信用は、十分な本能満足が繰り返されてはじめてできあがる。内的な良い対象が十分形作られているために、妄想的な不安に苛まれる状態を脱して、クラインのいう抑うつポジションに持ちこたえられる状態であることを示している。独りでいる能力は情緒発達のかなり早期の関係に由来するものであるが、一方では自我の成熟がかなりの程度成し遂げられていることをも示しているのである。

## 著作
- Clinical Notes on Disorders of Childhood (London: Heinemann, 1931)
- C. Britton and D. W. Winnicott, "The problem of homeless children". The New Era in Home and School. 25, 1944, 155-161
- Getting To Know Your Baby (London: Heinemann, 1945)
- The Child and the Family (London: Tavistock, 1957)
猪股丈二訳『赤ちゃんはなぜなくの：ウィニコット博士の育児講義』星和書店、1985年
- The Child and the Outside World (London: Tavistock, 1957)
猪股丈二訳『子どもはなぜあそぶの：続・ウィニコット博士の育児講義』星和書店、1986年
- Collected Papers: Through Paediatrics to Psychoanalysis (London: Tavistock, 1958)
北山修監訳『小児医学から児童分析へ』岩崎学術出版社、1989年
北山修監訳『児童分析から精神分析へ』岩崎学術出版社、1990年
北山修監訳『小児医学から精神分析へ：ウィニコット臨床論文集』岩崎学術出版社、2005年
- Review: Memories, Dreams, Reflections: By C. G. Jung (London: Collins and Routledge, 1963). Donald W. Winnicott. DOI:10.1093/med:psych/9780190271398.003.0016
- The Child, the Family and the Outside World (London: Pelican Books, 1964)
- The Family and Individual Development (London: Tavistock, 1965)
牛島定信監訳『子どもと家庭：その発達と病理』誠信書房、1984年
- Maturational Processes and the Facilitating Environment: Studies in the Theory of Emotional Development (London: Hogarth Press, 1965)
牛島定信訳『情緒発達の精神分析理論：自我の芽ばえと母なるもの』岩崎学術出版社、1977年
大矢泰士訳『完訳 成熟過程と促進的環境―情緒発達理論の研究』岩崎学術出版社、2022年
- Playing and Reality (London: Tavistock, 1971)
橋本雅雄訳『遊ぶことと現実』岩崎学術出版社、1979年
橋本雅雄、大矢泰士訳『遊ぶことと現実〔改訳〕』岩崎学術出版社、2015年
- Therapeutic Consultation in Child Psychiatry (London: Hogarth Press, 1971)
橋本雅雄監訳『適応障害・学業不振・神経症』岩崎学術出版社、1987年
橋本雅雄監訳『反社会的傾向・盗みと愛情剥奪』岩崎学術出版社、1987年
橋本雅雄、大矢泰士監訳『子どもの治療相談面接〔新版〕』岩崎学術出版社、2011年
- The Piggle: An Account of the Psychoanalytic Treatment of a Little Girl (London: Hogarth Press, 1971) ISBN 0-140-1466-79
妙木浩之監訳『ピグル：ある少女の精神分析的治療の記録』金剛出版、2015年

### 死後出版
- Simon A. Grolnick; Leonard Barkin; Werner Muensterberger, eds (1978). Between reality and fantasy: transitional objects and phenomena. Classical psychoanalysis and its applications. J. Aronson. ISBN 978-0-876683187
- Deprivation and Delinquency (London: Tavistock, 1984)
石井久敬ほか訳『愛情剥奪と非行』岩崎学術出版社、2005年
- Human Nature (Winnicott Trust, 1988) notebooks
館直彦訳『人間の本性：ウィニコットの講義録』誠信書房、2004年
- Kanter, Joel, ed (2004). Face to Face with Children. The Life and Work of Clare Winnicott. London, New York: Routledge. ISBN 978-1855759978
- Lesley Caldwell; Helen Taylor Robinson, eds (2016). The Collected Works of D. W. Winnicott. Oxford University Press. ISBN 978-0-19-939933-8
- Karnac, Harry (2018). After Winnicott: Compilation of Works Based on the Life, Writings and Ideas of D.W. Winnicott. London: Routledge. ISBN 978-0-429910661
- 北山修監訳『抱えることと解釈：精神分析治療の記録』岩崎学術出版社、1989年
- 成田善弘、根本真弓訳『赤ん坊と母親』岩崎学術出版社、1993年
- 井原成男、斉藤和恵訳『両親に語る』岩崎学術出版社、1994年
- 北山修監訳『狂気の心理学』岩崎学術出版社、1998年
- 牛島定信監訳『子どもと青年期の治療相談』岩崎学術出版社、1998年
- 井原成男、上別府圭子、斉藤和恵訳『家庭から社会へ』岩崎学術出版社、1999年
- 館直彦ほか訳『精神と身体』岩崎学術出版社、2001年
- 北山修、妙木浩之監訳『ウィニコット書簡集』岩崎学術出版社、2002年
- 牛島定信、藤山直樹、生地新監訳『子どもを考える』岩崎学術出版社、2008年

## 伝記
- Rodman, F. Robert, Winnicott: Life and Work, Perseus Publishing (2003).

## 関連人物
- メラニー・クライン